# 장기하
장기하(張基河, 1982년 2월 20일 ~ )는 대한민국의 싱어송라이터이자 작가이다.
장기하는 2008년에서 2018년까지 자신의 이름을 내건 밴드 장기하와 얼굴들의 리더로 활동했다. 장기하와 얼굴들에서 총 5장의 정규 앨범을 발표, 모두 평론적으로 좋은 평가를 받았으며 특히 2집의 경우 한국대중음악상에서 4관왕을 차지시키는 등 성공적인 앨범 커리어를 쌓았다. 2018년, 5집 《mono》 이상가는 앨범을 만들 수 없을 거라는 생각에 밴드의 해산을 공표했다.

## 어린 시절
1982년 2월 20일 서울에서 태어났다. 부친은 작은 제조업 관련 중소기업을 하고 있어 큰 경제적 어려움 없이 자라났다. 장기하는 아들이란 이유로 가업을 이을 생각은 없다고도 말했다. 장기하의 부모는 공부를 잘하기는 유도했으나 억압도 않고 방임도 않던 사람들이었다. 할아버지는 2017년 별세한 종로서적의 회장을 지낸 장하구이다.
초등학교 저학년 무렵 피아노를 《체르니 100》의 첫 장까지 배우고 그만뒀던 것이 악기와 처음 접한 일이었다. 유일하게 후회되는 일이 있다면 이때 피아노를 그만둔 일이라고 말했다. 제대로 악기를 접한 것은 중학교 1학년 때로 무슨 이유인지 부모가 통기타와 그 교본을 사주었고 이에 보고 듣고물어 코드 잡는 법을 배웠다. 전기기타는 수능을 본 이후에 구매. 기타를 배우기는 다 교회전도사 형에게 배웠다고 한다. 드럼은 고등학교 1학년 때 배웠으며, 교회에서는 복음성가 자작곡을 만들었다. 고등학교 때까지는 스스로의 표현대로라면 "표면적으로 마구 드러나는" 가요 쇼 프로그램을 찾아 들었으며 크게 열심히 음악을 찾아 듣지도 않았다. 당시에는 "소방차, 정수라, 이지연, 박남정, 도시의 아이들을 좋아했고, 서태지와 아이들에게도" 반하여 학예회 때는 춤도 따라 추었다. 서울대학교 사회학과를 졸업한 엘리트였으나 공부를 즐길 수가 없음을 깨닫고 음악가의 꿈을 꿈꿨다.

## 경력

### 장기하와 얼굴들 결성 전
인디밴드로서 활동을 시작한 것은 2002년때로 눈뜨고코베인에서 드러머로 시작했다. 이전에는 스쿨밴드나 고등학교 때의 친구들과 자작곡으로 밴드를 했었다. 눈뜨고코베인에 있으면서 산울림의 추종자 깜악귀에게 송골매, 산울림, 신중현, 사랑과 평화의 음악들을 소개받았다. 처음에는 "구리게" 들렸으나 들으면 들을수록 다르게 들리면서 좋아졌다고 한다. 2003년 겨울 이기타와 함께 목말라를 끌어들여 일시적인 프로젝트를 구성, 우연히 지나가다 본 신문기사에서 청년실업이라는 이름을 지었다. 05년 봄 붕가붕가레코드가 창립되고 이에 음반을 내기로 결정하여 그해 5월 앨범 《기상시간은 정해져 있다》를 발표했다. 눈뜨고코베인에서는 2005년 《Pop To The People》이라는 앨범도 냈는데, 이즘의 김학선은 이 앨범이 장기하의 음악 인생에서 중요한 역할을 했다고 쓴다.
2004년으로 추정되는 무렵 즉 2년 정도 밴드를 하고 있던 무렵 매일 8시간씩 연습을 하다 손가락이 미세하게 꽉 쥐어지는 현상이 생겼다. 왼손이 자신의 의지와 관계없이 꽉 쥐어지는 국소 이긴장증이라는 병이었다. 때문에 원래의 꿈이었던 프로 드러머의 꿈을 포기했고, 손가락을 미세하게 잘 움직여야 하는 기타도 잡을 수 없게 되었다. 증상의 이유는 자신의 생각에 "심리적인 압박 때문인 것 같다" 하였다. 그렇게 드러머의 길을 접고 군대에 들어가서는 작곡 과정을 공부하였다. 2007년 가을 군역을 필하고 졸업을 한 학기 남겨놓은 상태로 취미로 하던 음악을 직업으로 삼을 수 있을지 고민했다. "사람이 자신의 존재 가치를 증명하면 사회가 밥을 먹여줄 거다."라는 믿음으로 결국 음악가의 길을 선택했다. 2008년에는 한 지상파 보도국에서 두 달간 영어 기사 번역 아르바이트를 하며 돈을 벌기도 하였다. 인디밴드로는 아르바이트 정도의 수익이 나왔다고 한다.

### 장기하와 얼굴들에서
2008년 군 입대 이후 공백기를 가지고서 3월 자신과 정중엽, 이민기, 김현호, 미미시스터즈로 구성된 6인조 밴드, 장기하와 얼굴들을 결성했다. 홀로 작곡하고 악기를 연주하고 친구들의 도움을 받아 녹음을 마치고 앨범 100장을 제작, 레코드 가게를 찾아다녔다. 2008년 5월 발표된 장기하와 얼굴들의 싱글 《싸구려 커피》는 1만 4,000장이 팔렸다. 2009년 2월에는 정규 1집 《별일 없이 산다》를 발표, 4만장이 팔렸다. 장기하와 얼굴들에서 보여준 특유의 안무와 노랫말은 인터넷에서 동영상으로 널리 퍼졌으며 패러디 포스터나 리믹스가 나오는 등 큰 인기를 모았다. 그해 2009년 한국대중음악상에서 장기하와 얼굴들은 올해의 노래상, 최우수 록 노래상, 네티즌 선정 올해의 남자 음악인까지 총 3관왕을 달성했다. 그해 11월 24일 드라마 콘서트 《정말 별 일 없었는지》를 제작하여 열고서 1집 활동을 마무리했다.

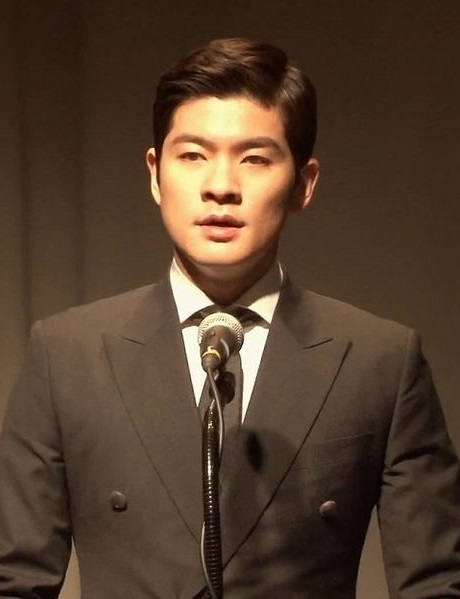
2013년의 장기하.

2년 후 2011년 6월 9일 정규 2집 《장기하와 얼굴들》을 발표하였다. 이번 앨범에는 하세가와 요헤이가 그와 함께 프로듀싱을, 멤버들 모두가 편곡에 참여하였다. 이와 함께 미미시스터즈가 밴드에서 탈퇴, 이종민과 하세가와 요헤이가 새로 합류하였다. 《장기하와 얼굴들》로 밴드는 최우수 록 노래, 최우수 록 음반, 올해의 음악인과 올해의 음반 부문에서 수상하여 한국대중음악상 사상 최초 4관왕을 이뤄냈다. 전집에서 3년 4개월 후 2014년 10월 16일 정규 3집 《사람의 마음》을 발표하였다. 장기하가 역시 전곡을 작사·작곡하였다. 멤버들은 지난 번 앨범보다도 멤버들의 의견이 더 많이 반영되었으며 소리를 풍부히 하는 것보다 비우는 것에 중점을 두었다 설명한다. 또한 장기하 자신은 "로큰롤의 기본에 충실한 곡을 만들었다"고도 하였다. 2년 후 정규 4집 《내 사랑에 노련한 사람이 어딨나요》을 발표하였다. 전곡이 사랑에 대한 이야기로서 수록곡 〈빠지기는 빠지더라〉는 최초로 외부 감독을 영입해 뮤직비디오를 만들게 됐다. 2018년 11월 1일 정규 5집 《mono》의 발표와 동시에 밴드 해산을 발표하였다. 음악적으로 정점일 때 해산하는 게 가장 좋은 타이밍이라고 생각했기 때문이라고.

### 장기하와 얼굴들 외에서
불나방스타쏘세지클럽의 조까를로스와 밴드 노루바나를 단발성으로 결성하거나, 술탄 오브 더 디스코에서 장기에프로 출연하는 등 활동도 했다.
장기하와 얼굴들을 해산한 이후 래퍼 마미손의 정규 1집 수록곡인 〈땡큐땡큐〉의 랩 피처링을 맡거나 같은 소속사인 혁오와 협업하여 앨범을 발표하였다. 2020년 9월 에세이 발표 간담회에서 솔로 1집을 하반기부터 준비할 것이라 했다.

### 기타 활동
SBS 《텐텐클럽》 주말 코너 고정게스트, 《오늘 아침 이문세입니다》 등에 출연해 DJ로써의 역량을 키운 뒤 2012년 4월 SBS FM 《장기하의 대단한 라디오》로 공식 라디오 DJ를 시작했다가 2015년 1월 라디오에서 하차했다. 

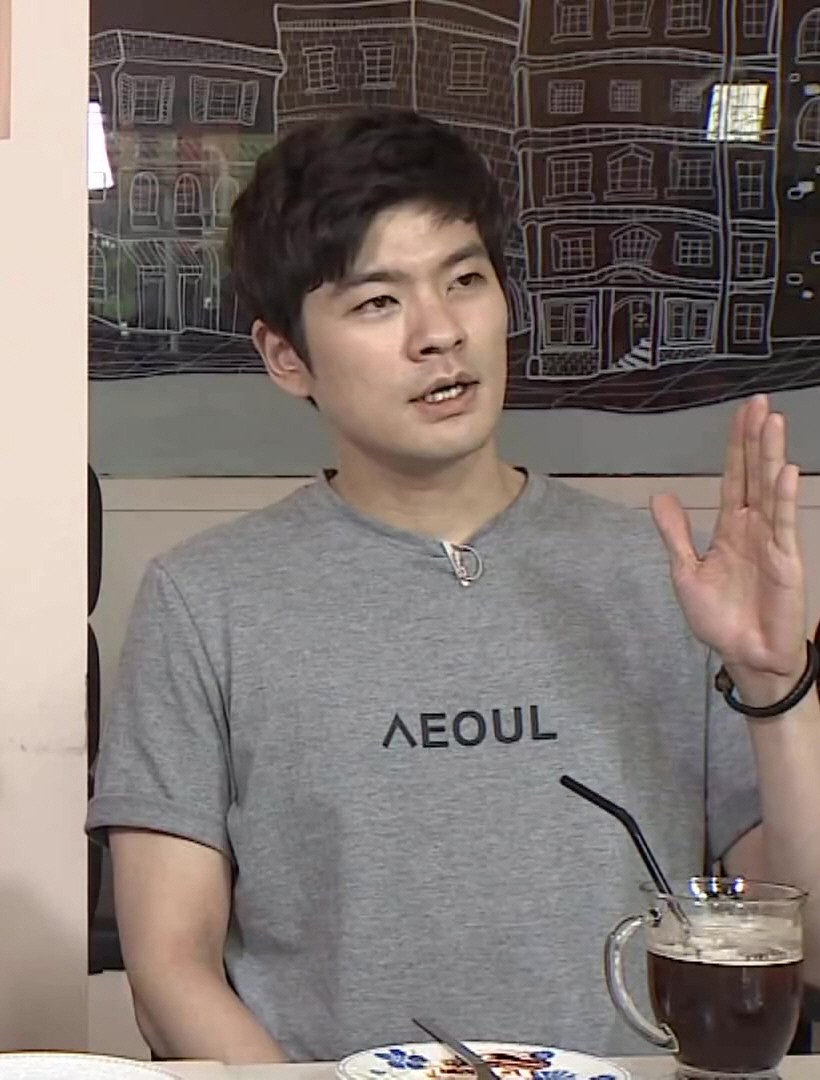
2015년 《식신로드》에 출연한 장기하.

2013년 《무한도전》 자유로 가요제에서 하하와 '세븐티 핑거스'를 결성해 〈수퍼잡초맨〉이라는 곡으로 무대를 장악했다. 2013년부터 2014년까지 방영한 《감자별 2013QR3》에서 가난한 기타리스트 장율 역으로 분하여 배우로 데뷔했다. 장기하는 "사실 촬영 중일 땐 제발 빨리 끝났으면 했거든요. 대기 시간도 너무 길고, 되게 추웠고. 그런데 막상 종방연 하고 나니 굉장히 아쉽고 슬퍼요. 힘든 기억은 싹 사라지고 아쉽기만 해요. 기회가 되면 꼭 하고 싶어요."라고 소감을 밝혔다. 2014년 JTBC 《학교 다녀오겠습니다》에 합류하여 여느 학생들과 동일하게 수업을 듣고 학교생활을 체험, 새로운 매력을 보여주었다 한다. 2017년 7월 17일부터 방영된 《세계테마기행》에 출연하여 캐나다를 여행했다. 2018년 4월 19일 첫 방영된 Mnet 《덕후의 상상은 현실이 된다》에서 전설적 아티스트를 만나기 위한 여정을 그렸다. 2020년 8월 17일에서 10월 19일까지 방영된 MBC 에브리원 《요트원정대》에서 17일간 남태평양을 항해하는 모습을 보여주었다.
2020년 9월 9일 에세이 《상관없는 거 아닌가?》를 출간.

## 음악성
초등학생 땐 서태지빠였고, 현철, 김지애도 다 좋아했다. 그런데 신중현, 배철수는 아무래도 동시대 음악이 아니니까 잘 몰랐고 관심도 없었다. 그러다 눈뜨고 코베인을 시작할 때 내가 하도 음악을 모르니까 까막귀(눈뜨고 코베인의 리더)가 음악을 들려줬다. 눈뜨고 코베인은 산울림을 모범으로 삼았기 때문에 70, 80년대 한국 음악을 많이 듣게 됐다. 처음엔 잘 몰랐는데 계속 듣다보니 참 좋더라.

장기하 본인은 장기하와 얼굴들이 가장 모범으로 삼는 밴드를 산울림으로 꼽았으며, "음악을 하면서 정말 천재라는 생각을 들게 했던 분은 김창완 선배님 밖에 없는 것 같다"고 말했다. 차우진 대중음악평론가의 말을 들으면 2008년 장기하의 음악적 뿌리는 70년대의 한국 록과 포크로서, "‘싸구려 커피’를 비롯해 ‘느리게 걷자’, ‘정말 없었는지’ 등을 들으면서 신중현과 엽전들을 비롯해 4월과 5월, 송골매와 산울림의 흔적을 발견하는 건 그리 어려운 게 아니다 (...) 적어도 가장 진지한 가사를 쓰는 음악가 중 하나"라고 한다. 또한 가사 외에도 멜로디와 화음의 정교한 위트에 주목했다.
앨범에 외래어를 잘 넣지 않는다. 이에 대해 이유를 질문받은 장기하는 자신이 한국 사람이니 가장 잘하는 게 한국말이라 한국말로 하는 거라고 했다. "기왕 한국말로 작사하는 거라면 정말 한국말을 잘하고 싶다는 생각이" 있었고 영어 억양에 맞추는 것을 싫어한다고도 하였다. 장기하의 음악적 지론은 "한국말을 한국말답게 노래하는 것"으로서 일상대화 속 억양을 바탕으로 멜로디를 만들고는 한다(〈별일 없이 산다〉, 〈우리 지금 만나〉 등이 그 예). 장기하의 말로는 "노래는 말에서 시작된 것이라 생각한다", "중요한 게 가사 전달인데, 평소 대화 속 말투처럼 노래해야 듣는 사람이 더 잘 들린다고 본다"고.

## 사생활

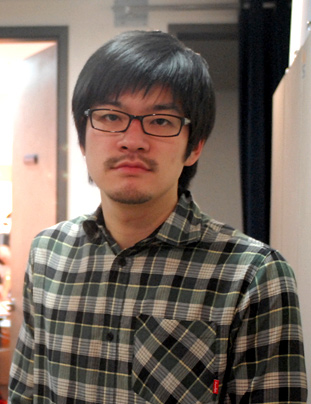
안경을 끼고 수염을 기른 2009년의 장기하.

대학생 때부터 수염을 길렀으며 눈이 나빠 안경을 쓰고 다녔다. 방송 출연을 하면서부터 굳이 늙어보이면서까지 수염을 기를 필요는 없다고 생각게 되어 수염을 밀었다. 애주가이다. 주량은 소주 2병까지로 거기까지는 정신줄 잡고 기분좋게 마실 수 있다고 한다. 가장 좋아하는 술은 맥주.
2013년 자신이 진행하는 라디오 프로그램에서 아이유를 만나 연인으로 발전하였다. 음악이라는 공통분모로 친해졌다고 한다. 장기하는 팬카페에서 연인 사이를 인정하며 "음악을 하는 데 있어서나 배울 게 정말 정말 많은 친구"라 하기도 했다. 2017년 약 4년의 교제 끝에 결별하였고 아이유의 소속사 페이브 엔터테인먼트 관계자는 개인 사정이라 이유를 밝히기는 어렵다고 했으며, 좋은 선후배 사이로 남기로 했다 하였다.
2015년 전해 12월 장기하의 전 여자친구로 자신을 밝힌 사람이 장기하가 자신을 스토킹하고 있다는 내용의 글을 인터넷에 올렸고, 사칭으로 밝혀져 검찰에 불구속 입건되었다. 장기하는 합의할 계획은 없다고 하였다. 2016년 3월 2일 법조계에 따르면 이 사칭범은 정보통신망 이용촉진 및 정보보호 등에 관한 법률 위반(명예훼손) 혐의로 약식기소되어 벌금 300만원의 약식명령을 받았다. 2015년 7월 26일 안산 M밸리록페스티벌에 방문한 가운데 자신의 트위터에 "모터헤드 공연을 관람하던 중 관객들이 반가운 마음에 저를 들어 올렸다"며 "이를 본 경호원이 아티스트 팔찌를 끊고 욕설을 한 뒤 뒷목을 잡아 공연장 밖으로 끌어냈다"고 했다. 이에 따라 경호를 담당한 업체 강한 친구들의 대표는 "장기하가 겪은 불미스러운 상황에 대해 진심으로 사과한다"며 "장기하 소속사에 정중히 사과했다"고 사과하였다.
2020년 무렵에는 족저근막염에 걸려 달리기가 안 된다고 한다.

## 음반 목록

### 싱글
- 《2022년 2월 22일》- 2022년 2월 14일 발매

### EP
- 《싸구려 커피》- 2008년 5월 10일 발매
- 《공중부양》- 2022년 2월 22일 발매

### 참여 음반
- 2005년 11월 18일 - 눈뜨고코베인의 《Pop to the People》
- 2008년 4월 25일 - 눈뜨고코베인의 《Tales》
- 2008년 12월 8일 - 청년실업의 《기상시간은 정해져 있다》

### 콜라보레이션
- 《강승원 1집 만들기 프로젝트 Part 3 : Digital World》- 2015년 1월 22일 발매, 강승원, 장기하.
- 《친구와 우정을 지키는 방법-봄여름가을겨울 트리뷰트 Vol.4》- 2018년 11월 17일, 장기하, DAY6, 차일훈, 전일준.
- 《Silverhair Express (장기하 Remix)》- 2020년 9월 17일, 혁오, 장기하.

## 음반 외 활동

### 방송
- 2010년 MBC 《공감토크쇼 놀러와》 313 ~ 314회 (2010.11.08 ~ 2010.11.22)
- 2012년 MBC MUSIC 《뮤직 스캐너 The Code》 (2012.02.15 ~ 2012.05.30) - 내레이션
- 2012년 MBC MUSIC 《배철수, Abbey Road를 걷다》 (2012.04.26 ~ 2012.06.21)
- 2012년 SBS 《힐링캠프》 67회 (2012.10.22)
- 2013년 tvN 《백지연의 피플 INSIDE》 332회 (2013.04.10)
- 2013년 MBC 《무한도전》 327회 : 8주년 특집 무한상사 첫 번째 이야기 (2013.04.27)
- 2013년 SBS 《화신: 마음을 지배하는 자》 12회 (2013.05.07)
- 2013년 KBS2 《유희열의 스케치북》 200회 : THE FAN (2013.08.23)
- 2013년 tvN 《감자별 2013QR3》 (2013.09.23 ~ 2014.05.15) - 장율 역
- 2013년 SBS 《런닝맨》 176회 : 인기남 레이스 (2013.12.15)
- 2014년 MBC 《진짜 사나이》 42 ~ 43회 (2014.01.26 ~ 2014.02.02) - 내레이션
- 2014년 KBS2 《밀리언셀러》 (2014.03.26 ~ 2014.04.02)
- 2014년 SBS 《에코빌리지 즐거운 家!》 (2014.08.31 ~ 2015.03.18) - 내레이션
- 2014년 JTBC 《마녀사냥》 60회 (2014.10.03)
- 2014년 JTBC 《비정상회담》 16회 (2014.10.20)
- 2014년 SBS 《매직아이》 18회 (2014.11.04)
- 2014년 MBC 《황금어장 라디오스타》 401회 (2014.11.19)
- 2015년 tvN 《젠틀맨리그》 (2015.07.30 ~ 2016.06.02)
- 2017년 KBS1 《콘서트 7080》 600회 (2017.05.12)
- 2017년 EBS1 《세계테마기행》 우리 지금 만나 가수 장기하의 캐나다 (2017.07.17 ~ 2017.07.20)
- 2017년 tvN 《수요미식회》 130회 (2017.08.09)
- 2017년 MBC 《MBC 스페셜》 744회 : 퇴근 후에 뭐 하세요? - 사생활의 달인들 (2017.08.10) - 내레이션

### 영화
- 2023년 《패스트 라이브즈》 - 해성 친구 역
- 2025년 《바이러스》 - 김연우 역

### 라디오
- 2012년 ~ 2015년 SBS 파워FM 《장기하의 대단한 라디오》

### 광고
- 2022년 여기어때 - 여름 편 (윤종신, 이미주, 노홍철, 장윤주, 미노이, 아누팜 트리파티, 빠니보틀과 함께 출연)
- 2022년 여기어때 - 겨울 편 (민니, 이용진, 마츠다 아키히로, 그렉, 파트리샤 욤비, 스테파니 미초바, 파비앙 코르비노와 함께 출연)

## 수상
| 연도   | 시상식                          | 시상 부문                                   | 후보작/후보자        | 결과 |
| ------ | ------------------------------- | ------------------------------------------- | -------------------- | ---- |
| 2009년 | 한국대중음악상                  | 네티즌이 뽑은 올해의 음악인 - 남자 아티스트 | 장기하와 얼굴들      | 수상 |
| 2009년 | 한국대중음악상                  | 최우수 록상                                 | 〈싸구려 커피〉      | 수상 |
| 2009년 | 한국대중음악상                  | 올해의 노래상                               | 〈싸구려 커피〉      | 수상 |
| 2009년 | 제36회 한국방송대상             | 개인상부문 신인가수상                       | 장기하와 얼굴들      | 수상 |
| 2009년 | 골든 디스크                     | Rock상                                      | 장기하와 얼굴들      | 수상 |
| 2010년 | 싸이월드 디지털 뮤직어워드 2009 | 탐음매니아 상                               | 장기하와 얼굴들      | 수상 |
| 2010년 | 제22회 한국PD대상               | 가수 부문 출연자상                          | 장기하와 얼굴들      | 수상 |
| 2012년 | 한국대중음악상                  | 올해의 음반상                               | 《장기하와 얼굴들》  | 수상 |
| 2012년 | 한국대중음악상                  | 올해의 음악인상                             | 장기하와 얼굴들      | 수상 |
| 2012년 | 한국대중음악상                  | 최우수 록 음반상                            | 《장기하와 얼굴들》  | 수상 |
| 2012년 | 한국대중음악상                  | 최우수 록 노래상                            | 〈그렇고 그런 사이〉 | 수상 |
| 2012년 | 대중문화예술상                  | 문화체육관광부 장관표창                     | 장기하와 얼굴들      | 수상 |
| 2023   | 제43회 한국영화평론가협회상     | 음악상                                      | 밀수                 | 수상 |
| 2023   | 제44회 청룡영화상               | 음악상                                      | 밀수                 | 수상 |